# Ahmed Zergui
 (juillet 2025).
Si vous disposez d'ouvrages ou d'articles de référence ou si vous connaissez des sites web de qualité traitant du thème abordé ici, merci de compléter l'article en donnant les références utiles à sa vérifiabilité et en les liant à la section « Notes et références ».
Ahmed Zergui (en arabe : أحمد زرقي), né en 1948 à Sidi Bel Abbès en Algérie et mort le 27 novembre 1983 à Tenira en Algérie est un auteur-compositeur-interprète de raï algérien.
Il fut un pionnier de l'introduction de la pédale wah-wah dans le raï. Dans les années 70, il fonda le groupe Les Frères Zergui, composé de Kacem Atek (guitare rythmique), Benyamna (orgue), El Ârbi (batterie) et Bengamra (accordéon). On pense que « Les Frères Zergui » n'étaient pas composés de frères, mais plutôt d'un groupe d'amis. D'ailleurs, le surnom des frères Zergui (زرقي, indigo, bleu) fut choisi à l'époque par la l'éditeur, notamment en raison de leur teint hâlé.
Zergui est décédé le 27 novembre 1983, dans un accident de la route, alors qu'il conduisait sa voiture.

## Discographie
- Ana Maneouiliche / Baghi Nassbek (7", Single) (Sassiphone, date inconnue)
- Succès 82 - Maderti Chohra (Édition Mekkeraphone, 1982)
- Les Frères Zargui (Édition Royale / La Nouvelle Étoile, 1983)
- Proto-Raï underground algérien des années 1970 (Sublime Frequencies, 2008)

## Chansons
- Aala Moulat El Khana
- Alache Jiti Tranji
- Ana Hak
- Andi Mhayna
- Atatni Hdiya (repris par Cheb Yazid)
- Chaba (reprise par Khaled)
- Delali ha delali (couvert par Khaled)
- Khalti Fatima
- Maderti Chohra
- Mnine Jate
- Nacera (recouvert par Cheb Yazid)